# Agonoize
Agonoize ist eine deutsche Aggrotech-Band.

## Bandgeschichte
Agonoize wurde 2002 von Mike Johnson und Oliver Senger gegründet. Ihren Sänger Chris L. lernten die beiden in einem Berliner Club kennen. Der Sänger war außerdem Live-Keyboarder bei Dance or Die. Ihr erstes Album war im Jahr 2004 Assimilation: Chapter One, gefolgt von den EPs Paranoid Destruction und Open the Gate/to Paradise. Das erste Livekonzert gab Agonoize nach der Veröffentlichung der ersten MCD beim Dark City Festival in Edinburgh im April 2004. 2005 erschien die EP V 2.0 – Evil Gets an Upgrade und das Doppelalbum 999. Ein Jahr später erschien die limitierte EP Ultraviolent Six. Das Lied Koprolalie wurde relativ oft in Szene-Clubs gespielt. 2007 folgte das Album Sieben und 2009 Hexakosioihexekontahexa.

## Name
Der Bandname ist ein zusammengesetztes Wort bestehend aus dem vom englischen Verb agonise (engl. für „sich quälen“) und dem Substantiv noise (engl. für „Geräusch“, „Krach“). Das „z“ statt des weicheren „s“ soll einen Bezug zu „industriallastigen Sounds [sic!]“ wiedergeben.

## Musikstil

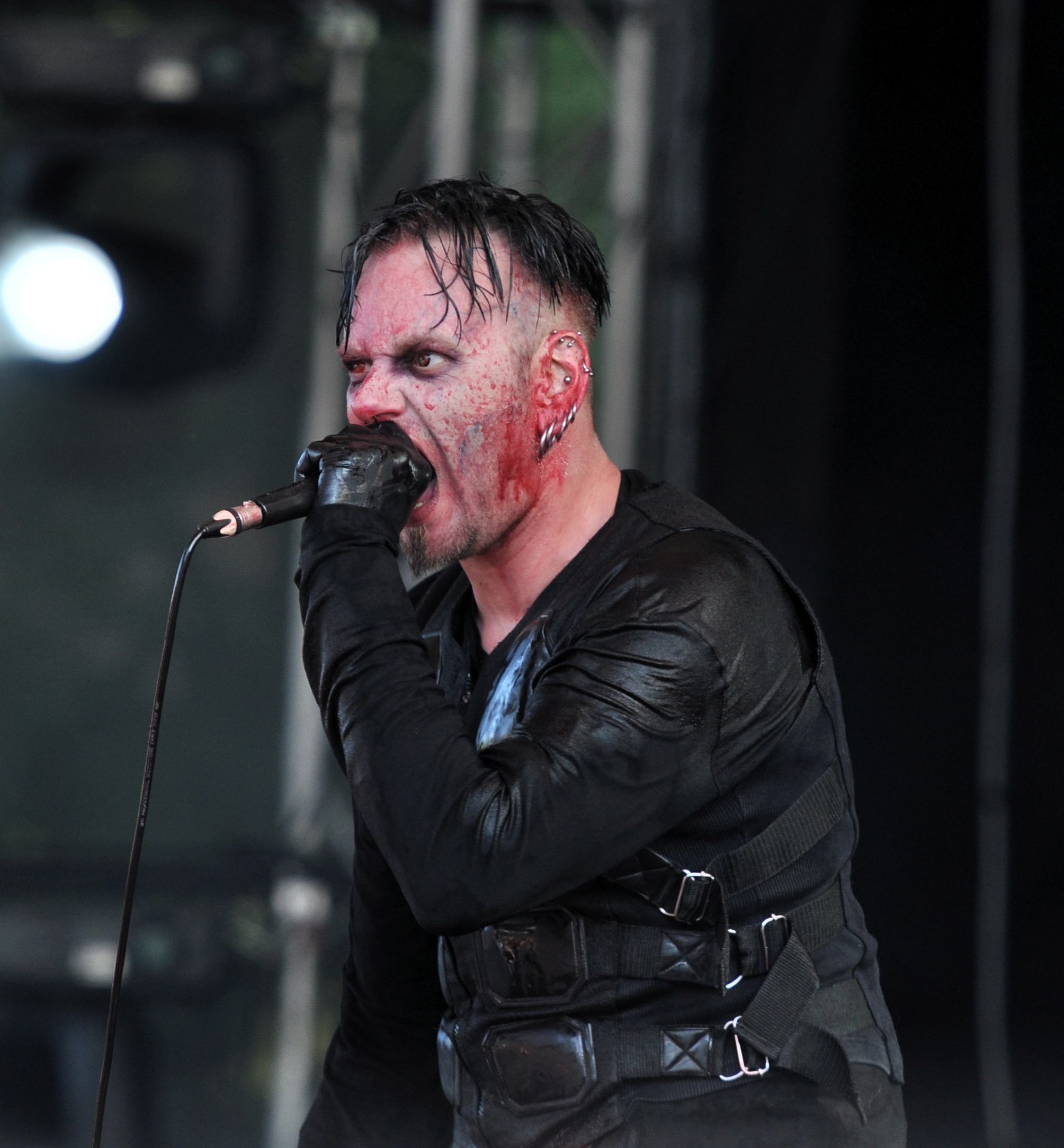
Agonoize live auf dem Amphi-Festival 2013: Chris L. mit Bluteffekt

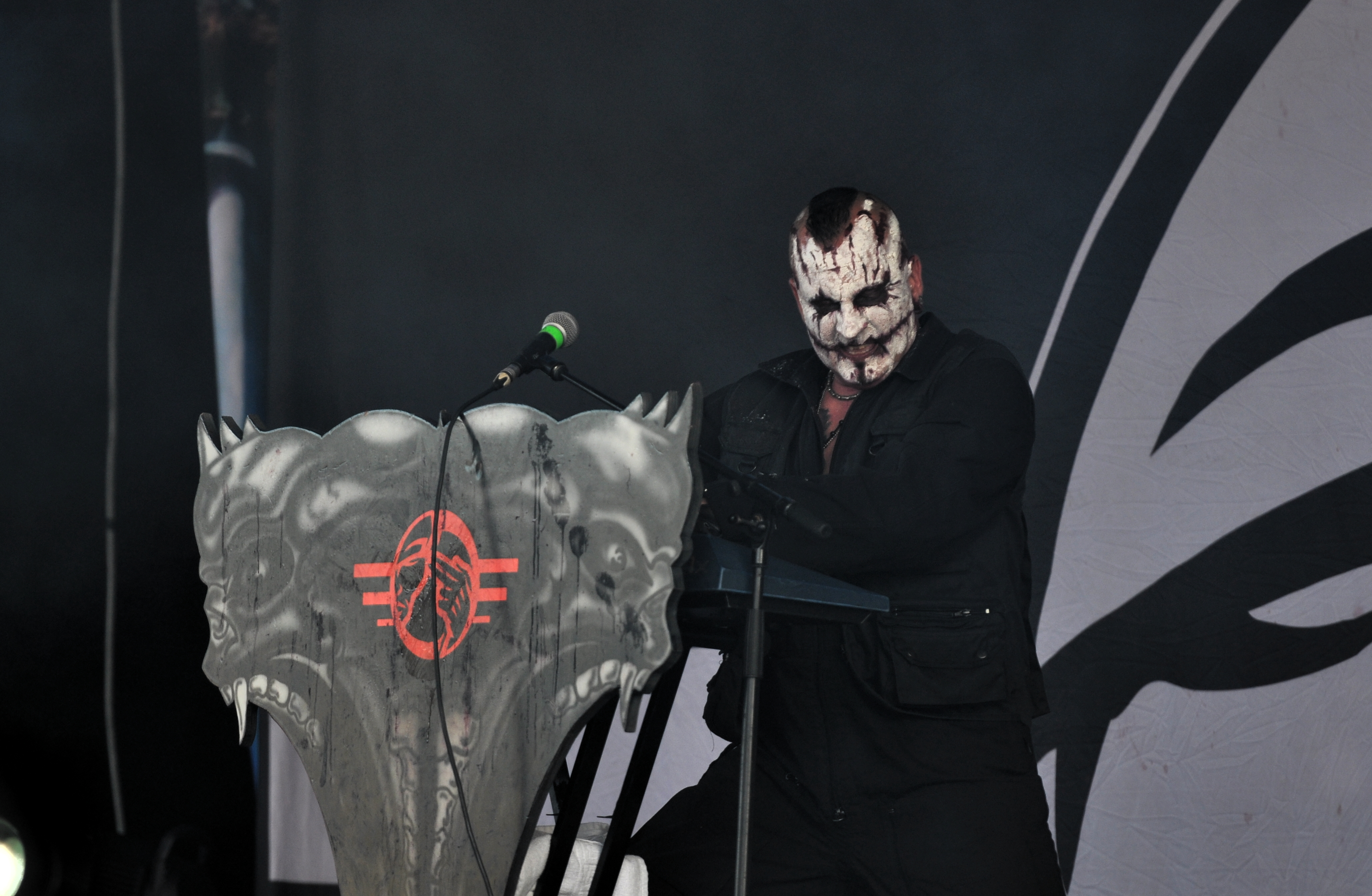
Mike Johnson auf dem Amphi-Festival 2013

Die Musikrichtung von Agonoize wird als Aggrotech, gelegentlich auch als Hellektro, bezeichnet. Dabei werden überwiegend schnelle, technoide Rhythmen und trance-artige Leads mit elektronisch stark verzerrtem Gesang kombiniert. Die musikalische Grundlage bei Agonoize sind zwei Synthesizer, Gitarren fehlen vollständig. Die Texte sind auf den ersten Alben in Englisch und Deutsch verfasst, wobei ab 999 die deutschen Texte im Vordergrund stehen. Sie sind stellenweise provokant und handeln oft vom Bösen, Widerstand gegen die Gesellschaft (Staatsfeind) und sind stellenweise mit obszönen Ausdrücken untermalt (Koprolalie). Bei Liveauftritten verwenden Agonoize Kunstblut und -sperma.

## Rezeption
Agonoize polarisierten anfangs in der Schwarzen Szene, insbesondere durch ihre Bühnenshow und die Texte, die von vielen als „platt“ charakterisiert wurden. Insbesondere der Song Koprolalie wurde vor allem mit der Zeile „Fick mich“ in Verbindung gebracht. Das Lied war gleichzeitig Agonoize' größter Hit und wurde immer wieder in den Discos der Schwarzen Szene gefordert. Heute sehen sich Agonoize dagegen als Songwriter gewachsen an.

## Weitere Projekte
Die ehemaligen Mitglieder Mike Johnson und Oliver Senger sind außerdem bei Sero.Overdose, Virtual Embrace und Infekktion aktiv. Mike Johnson betreibt zudem ein eigenes Tattoostudio.

## Diskografie

### Alben
- 2004: Assimilation: Chapter One
- 2005: V.2: Evil Gets an Upgrade
- 2005: 999
- 2006: Assimilation: Chapter Two
- 2007: Sieben
- 2009: Hexakosioihexekontahexa
- 2014: Apokalypse
- 2014: Reborn In Darkness – The Bloody Years 2003-2014
- 2019: Midget Vampire Porn
- 2021: Revelation Six Six Sick

### EPs und Singles
- 2003: Paranoid Destruction
- 2004: Open the Gates to Paradise
- 2006: Ultraviolent Six
- 2008: For the Sick and Disturbed
- 2009: Bis das Blut gefriert
- 2009: Alarmstufe Rot
- 2012: Wahre Liebe
- 2014: Apokalypse
- 2019: Blutgruppe Jesus (-) / Schmerzpervers 2.0
- 2020: A Vampire Tale